# Biure
Biure est une commune d'Espagne dans la communauté autonome de Catalogne, province de Gérone, de la comarque d'Alt Empordà

## Lieux et monuments
- L'église Saint-Estève, du XVIIIe siècle ;
- Le château, du XVe siècle ;
- Le pont médiéval ;
- Le pont de Capmany, du XXe siècle.